# Bibliothèque du Saulchoir
La bibliothèque du Saulchoir est le nom donné à la bibliothèque de la province dominicaine de France, située dans le scolasticat du Saulchoir. 

## Histoire
Fondée en 1865 à Flavigny (Côte-d'Or), cette bibliothèque est aujourd'hui située à Paris dans le 13e arrondissement, 43 bis rue de la Glacière, et abrite les collections réunies par les dominicains français depuis le rétablissement de l'ordre des Prêcheurs en France, au milieu du XIXe siècle.

## Collections
Spécialisée en sciences humaines et religieuses, elle dispose aujourd'hui d'un fonds d'environ 350 000 ouvrages et 8 000 périodiques dont 400 abonnements actifs.  
La bibliothèque est ouverte à toute personne à partir de la troisième année de Licence, aux étudiants en théologie, ainsi qu'aux prêtres, religieux et religieuses.
L'informatisation du catalogue est achevée pour les ouvrages et est en cours d'achèvement pour les périodiques et le dépouillement des recueils factices (en partenariat avec la BnF).    
La bibliothèque du Saulchoir accueille plusieurs fonds spéciaux (dont des bandes dessinées originales de la belle époque) mis en dépôt et accessibles aux lecteurs. Elle propose un catalogue commun avec la bibliothèque du Centre d'études œcuméniques Istina et avec la bibliothèque de la Commission Léonine (édition critique des œuvres de saint Thomas d'Aquin). Les lecteurs ont accès aux fonds de ces trois bibliothèques.